# 季节性抑郁症
季节性抑郁症（或）也叫做“冬季忧郁症”（英語：Winter depression），是一种感情的，或者情绪的失调。大多数的SAD患者在一年的大部分时间都有良好的健康状态，但冬季或者夏季会感到忧郁的症状。在热带，SAD即便存在也很少见。但在北纬30度以北或者南纬30度以南，SAD显著存在。

## 病理
据信，季节性的情绪波動與陽光有很大关系，而非同温度。故SAD在中纬度、具有温和冬季的地域也普遍存在，比如西雅图和温哥华。居住在北极圈内的人，由于極夜的缘故，特别容易受其影响。绵长的阴天也可以加重SAD。
SAD是一种严重的失调，有时或许需要住院治疗。SAD的症状同持续性抑郁症（英語：Dysthymia）或临床抑郁症（英語：Clinical depression）相似。有时候，患者或许并不感到沮丧，而是无力起床、做事。SAD研究者，医学博士诺曼·罗森塔（英語：Norman E. Rosenthal）把它描述为“能量危机”。他估计SAD在美国成年人中的流行程度为1.4%（佛罗里达）和9.9%（阿拉斯加）。
关于它的病因有多种说法。一说SAD和 血清素的缺乏有关，并且全光谱的人造光可以通过刺激血清素的产生而改善状况。但关于这个理论尚有争议。另一理论认为松果体产生的褪黑素才是主要原因，因为松果体和视网膜之间有联系。有些研究显示SAD患者的褪黑素水平和没有患SAD的人相比，并无差别。但是，不能合成褪黑素的老鼠确实表现出“类似沮丧”的行为。

## 治疗
尽管罗森塔博士首先称其为“冬季忧郁”（英語：Winter blue），这个词常指一种相对温和的形式的SAD。有这种SAD的人冬天更多。这种忧郁的感觉可以通过户外活动，尤其在阳光充足的日子里，来减轻或者消除。因为户外活动带来更多的日光接触。（大多数人的冬季户外活动较少）人类情绪，能量水平，和季节之间的关系有充分的记录，甚至在健康的个人身上也有。特别是在高纬地区（北纬或南纬50度），人们感到精力低下是很普遍的。
冬季忧郁症在斯堪地纳维亚人中很普遍。据估算大约有20%的瑞典人受其影响。公元六世纪的学者约尔丹尼斯，在其著作中首次描述SAD。